# Çan (district)
Çan is een Turks district in de provincie Çanakkale en telt 51.965 inwoners (2007). Het district heeft een oppervlakte van 906,6 km².
De bevolkingsontwikkeling van het district is weergegeven in onderstaande tabel.
| 1997   | 2000   | 2007   |
| ------ | ------ | ------ |
| 51.215 | 52.929 | 51.965 |